# エントレナ
エントレナ（スペイン語: Entrena）は、スペイン・ラ・リオハ州のムニシピオ（基礎自治体）。ラ・リオハ州の州都ログローニョから約12km離れている。

## 歴史
ローマ人が植民し、ラ・デヘサ(La Dehesa)と呼ばれた。サラゴサ＝ブリビエスカ間を通る道路が定住地を横切っていた。
8世紀半ばのアストゥリアス王アルフォンソ1世は、イスラム教徒の別荘となっていたこの地を征服した。1830年にバルセロナで出版された地理学辞典によると、エントレナは750年頃にアルフォンソ1世によってつくられたという。しかし既にエントレナは「アルフォンソ3世年代記」によって知られており、アルフォンソ1世が村の基礎を創るのに手を貸さなかったと、理解されている。アルフォンソ1世の遠征はその弟フロイラとともに行われた。そしてキリスト教徒たちにイスラム教徒を探索させて山地へ集め、そこで殺害させた。
1044年、エントレナはロマンス語の名アンテレナ(Antelena)として公文書に記された。
1076年からエントレナはアルフォンソ6世の治めるカスティーリャ王国に属した。アラゴン王国とナバラ王国との国境地帯であるエントレナ一帯の軍事要衝としての価値以前に、この王は植民を行って要塞をつくった。
1160年、ナバラ王サンチョ6世は、エントレナに再植民を行った。
ナバラ王ガルシア5世妃エステファニアは、エントレナをナヘラにあるサンタ・マリア・ラ・レアル修道院へ寄進した。この時の名はアンテラナ(Antelana)であった。
1189年、サンタ・マリア・ラ・レアル修道院の修道士たちは、王とクリュニー修道院院長の仲裁を受けたカラオラ司教・修道院間の訴訟後、カラオラ司教座へエントレナの教会を寄進した。
カスティーリャ王エンリケ2世はエントレナを貸借によってフアン・ラミレス・デ・アレリャノへ授けた。これ以降エントレナは、ゴメス・マンリケ（近郊の自治体ナバレッテ領主）との問題を抱えるアレリャノ家と結びついた。

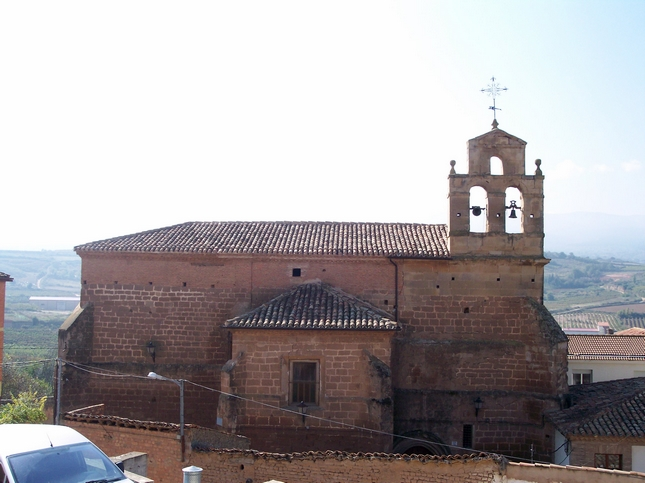
サンタ・クララ修道院

1478年、ナバレッテの隣人が、エントレナのアレリャノ家が建てた防衛設備を破壊した。その報復として、アレリャノ家に属するクラビホとラグニリャの人々が、マンリケ家お気に入りのリバフレチャを破壊した。これらの領主制が廃止されるまでのエントレナは、カメロス領主でアレリャノ家のアギラール伯の領地であった。
1492年、スペインにおけるユダヤ人追放令がカトリック両王より出された。この時期にエントレナにあったユダヤ人共同体はおよそ50世帯のアルハマ（ユダヤ人共同体）をなすほど重要であった。
1503年、アギラール伯カルロス・ラミレスとその妻フアナが、エントレナにサンタ・クララ修道院を建て、既に存在していたサンタ・マリア・デ・バリベロ修道院へさらに与えた。創建時の修道女たちはトルデシリャスからやってきた。修道院はブルゴス県のフランチェスコ会に属した。
16世紀の文書で立証されているように、エントレナは、聖地サンティアゴ・デ・コンポステーラへと向かう巡礼路を通る巡礼者を世話するための病院と宿泊所を持っていた。

## 人口
| エントレナの人口推移 1857－2010                         |
|                                                         |
| 出典:INE（スペイン国立統計局）1900年 - 1991年、1996年 - |

## ギャラリー

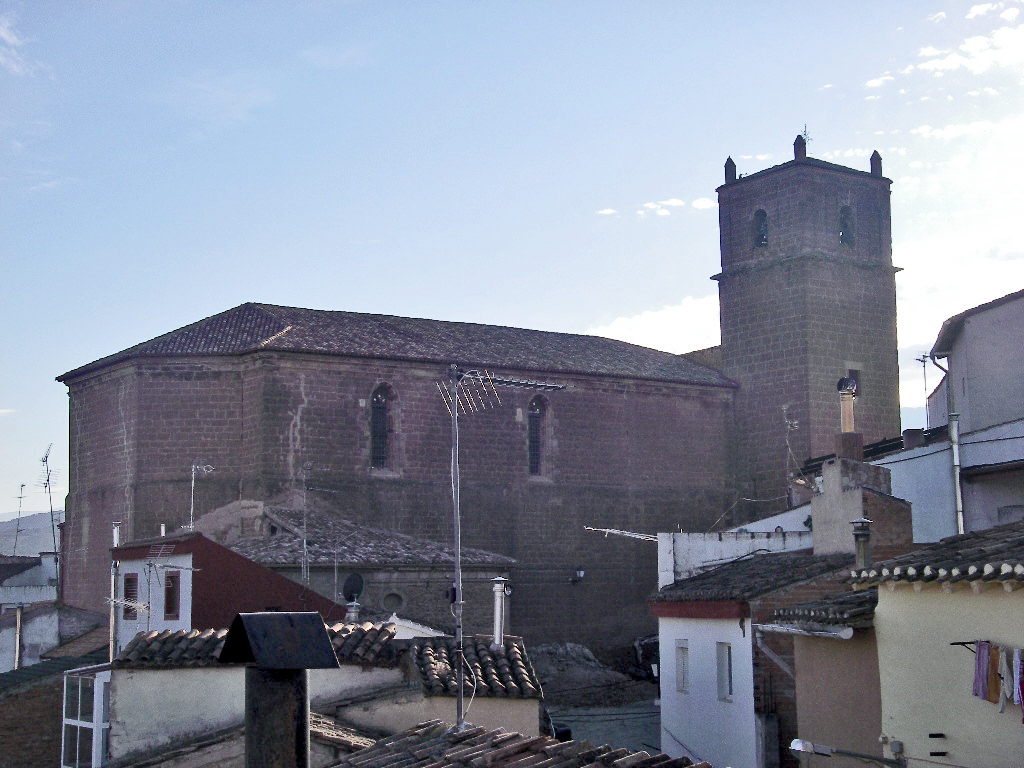
セイント・マーティンの教会
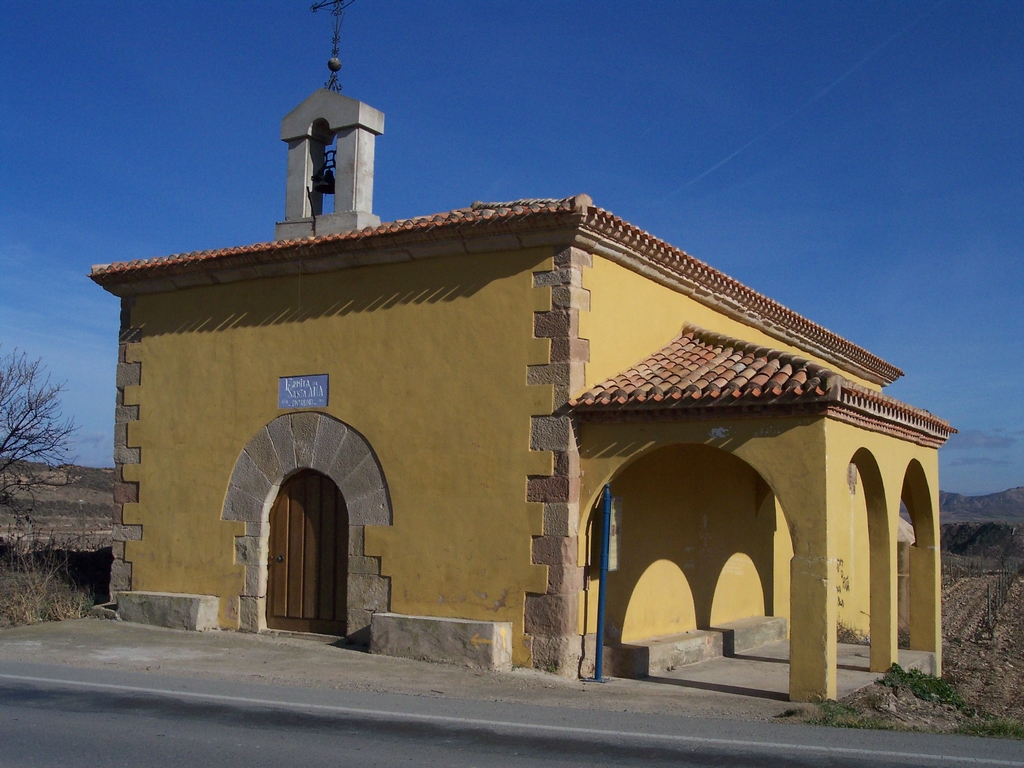
聖アンの隠者の庵
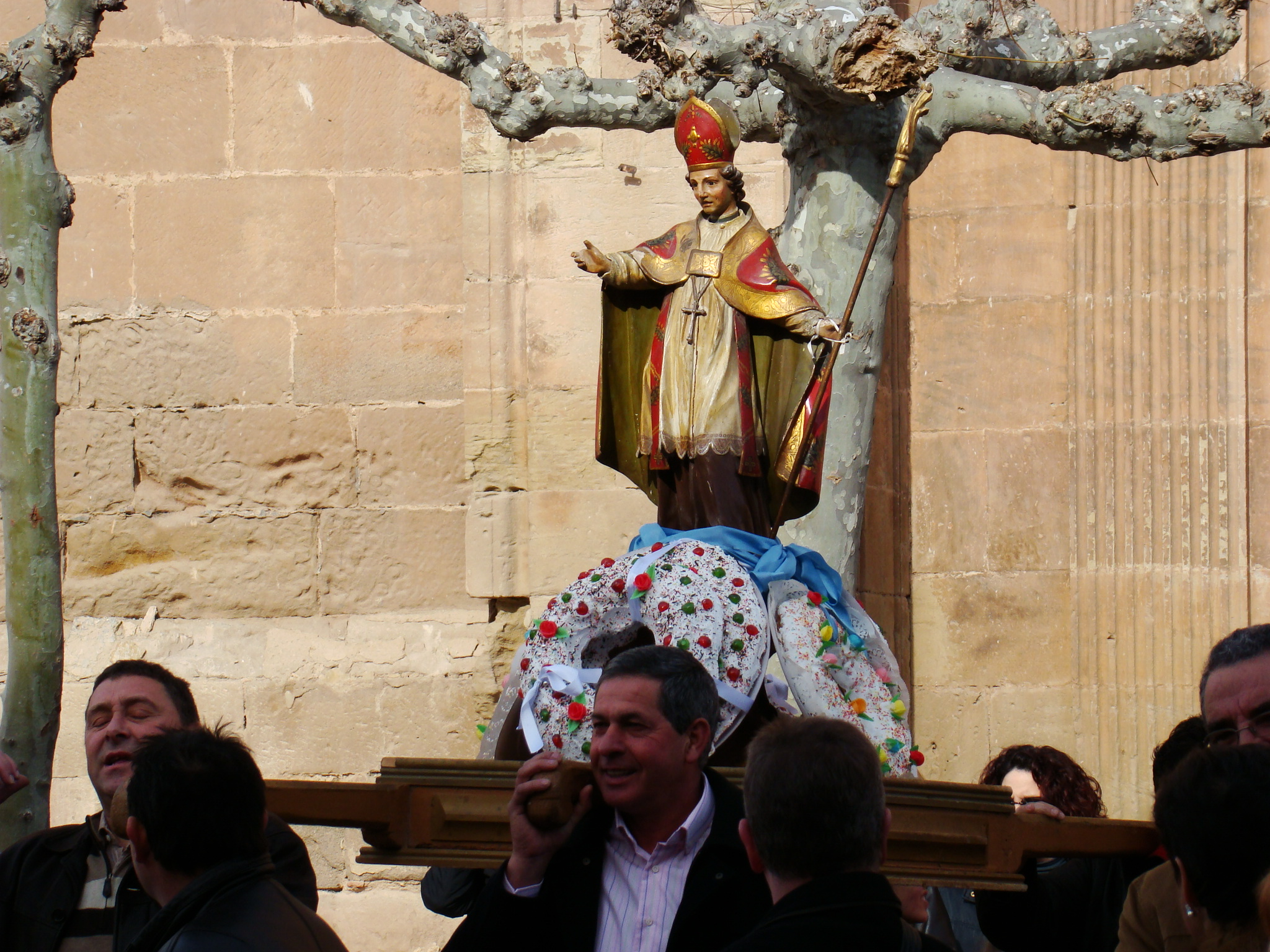
セイント・ブレイズの日の行列